# Sergestidae
Sergestidae è una famiglia di crostacei decapodi.

## Descrizione
Questi crostacei hanno un tipico aspetto "da gamberi" con addome allungato e appendici su gran parte dei segmenti del corpo. In questa famiglia il rostro cefalico è assente o rudimentale e non porta mai denti. Le chele sui pereiopodi sono assenti o molto ridotte. Il 4° e il 5° paio di zampe possono mancare e, se presenti, sono ridotte. Sono dotati di bioluminescenza

## Biologia
Sono pelagici o batipelagici.

## Tassonomia
La famiglia comprende i seguenti generi:
- Acetes H. Milne Edwards1830
- Allosergestes Judkins & Kensley2008
- Deosergestes Judkins & Kensley2008
- Eusergestes Judkins & Kensley2008
- Neosergestes Judkins & Kensley2008
- Nica Judkins & Kensley2008
- Parasergestes Judkins & Kensley2008
- Peisos Burkenroad1945
- Petalidium Spence Bate1881
- Sergestes H. Milne Edwards1830
- Sergia Stimpson1860
- Sicyonella Borradaile1910